# Robert Guérin
Robert Guérin (Francia, 28 de junio de 1876-19 de marzo de 1952) fue un periodista francés, y el primer presidente de la FIFA, desde 1904 hasta 1906.
Trabajó como periodista en el periódico Le Matin y era secretario del comité del balompié de USFSA. Robert Guérin era también el entrenador del equipo nacional de fútbol francés entre 1904 y 1906. Otras de sus profesiones fueron Árbitro de Fútbol y Periodismo deportivo.
Fue también fundador, junto a Geo Lefebvre, del Tour de France. 